# 山田哲弥
山田 哲弥（やまだ てつや、1985年 - ）は、日本の脚本家。

## 主な作品

### テレビ作品
2014年
- シドニアの騎士 - 脚本

2015年
- シドニアの騎士 第九惑星戦役 - 脚本

2017年
- 十二大戦 - 脚本

2019年
- 戦×恋 - 脚本

2022年
- 終末のハーレム - 脚本
- 金装のヴェルメイユ〜崖っぷち魔術師は最強の厄災と魔法世界を突き進む〜 - 脚本

2023年
- 大雪海のカイナ - 脚本
- 実は俺、最強でした? - 脚本

2025年
- グリザイア:ファントムトリガー - 脚本
- Übel Blatt〜ユーベルブラット〜 - 脚本
- 想星のアクエリオン Myth of Emotions - 脚本
- 渡くんの××が崩壊寸前 - 脚本

### 映画
2018年
- GODZILLA 決戦機動増殖都市 - 脚本

2020年
- HELLO WORLD - 文芸

2021年
- シドニアの騎士 あいつむぐほし - 脚本

### 配信作品
2021年
- KAIJU DECODE 怪獣デコード - 脚本